# KK Kaštela Kaštel Sućurac
KK Kaštela je hrvatski košarkaški klub iz Kaštel Sućurca. Adresa je Braće Radića 1B, Kaštel Sućurac. Trenutačno nastupa u A-1 ligi.

## Povijest
Pokrovitelj kluba je Ribola, po čemu je klub poznat i kao KK Ribola Kaštela. Osnovan je 2001. godine. Sezone 2009./10. prvi put su nastupali u A-1 HKL, najvišem rangu hrvatskog košarkaškog prvenstva. Sezone 2013./14. pobijedili su u A-2 ligi – Jug i u kvalifikacijskoj ligi za A-1 ligu. U prvoj ligi ostali su dvije godine. Ispali su sezone 2015./16.

## Poznati igrači
- Dragan Bender
- Ante Žižić

## Vanjske poveznice
- Službena stranica
- Facebook
- HKS[neaktivna poveznica]
- Eurobasket
- Crosarka[neaktivna poveznica]
- Crosport
- Basketball.hr